# الحيز تحت البطيني

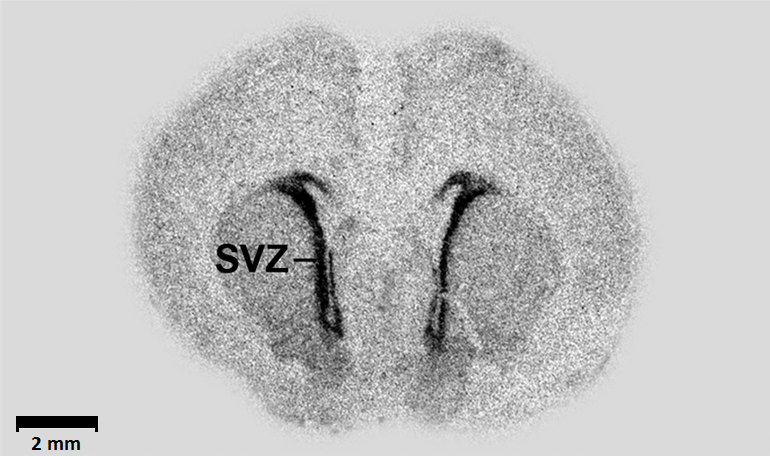
السهم يشير إلى الحيز تحت البطيني في دماغ فأر جنيني

الحيز تحت البطيني، هو منطقة تقع على الجدار الخارجي لكل بطين جانبي في أدمغة الفقاريات. يتواجد الحيز في دماغ الأجنة والبالغين على حد سواء. يعد الحيز تحت البطيني في الحياة الجنينية منطقة تكاثر ثانوية تحتوي خلايا سلفية عصبية تنتج العصبونات بعملية تخلق النسيج العصبي. تستقر الخلايا الجذعية العصبية الأولية للدماغ والنخاع الشوكي، والتي تسمى الخلايا الدبقية الشعاعية، في الحيز البطيني (في زي) (سُمي بهذا الاسم لأن الحيز البطيني يشكل الجدار الداخلي للبطينين الناميين).
في القشرة الدماغية النامية التي تقع في الدماغ الانتهائي الظهري، يعد الحيزان البطيني وتحت البطيني نسيجين انتقاليين لا يتواجدان عند البالغ. على خلاف ما سبق، يبقى الحيز تحت البطيني للدماغ الانتهائي البطني موجودًا مدى الحياة. يتألف الحيز تحت البطيني لدى البالغ من أربع طبقات مختلفة من حيث السماكة وكثافة الخلايا بالإضافة إلى التركيب الخلوي. حاله حال التلفيف المسنن لقرن آمون (الحصين)، يعد الحيز تحت البطيني واحدًا من مكانين لوحظ فيهما حدوث تخلق النسيج العصبي في دماغ الثدييات البالغة. يأخذ تخلق النسيج العصبي في الحيز تحت البطيني لدى البالغين شكل سلائف الأرومات العصبية للعصبونات البينية التي تهاجر إلى البصلة الشمية عبر سبيل الهجرة الأمامي (المنقاري). يبدو أن الحيز تحت البطيني يساهم أيضًا في عملية تكوين الخلايا النجمية التي تلي أذية الدماغ.

## البنية

### الطبقة الأولى
تحوي الطبقة الداخلية (الطبقة الأولى) على طبقة مفردة (طبقة وحيدة) من خلايا البطانة العصبية التي تبطن الجوف البطيني، تتمتع هذه الخلايا بأهداب قمية والعديد من الاستطالات القاعدية اتي تتوضع بمحاذاة السطح البطيني أو تقع عمودية عليه. قد تتفاعل هذه الاستطالات تفاعلًا وثيقًا مع عمليات تشكل الخلايا النجمية التي ترتبط بالطبقة تحت الخلوية (الطبقة الثانية).

### الطبقة الثانية
تؤمن الطبقة الثانوية (الطبقة الثانية) فجوة تحت خلوية متاخمة للطبقة الأولى، وثبت أنها تحتوي على شبكة من العمليات النجمية المترابطة وظيفيًا إيجابية الحمض البروتيني الدبقي الليفي (جي إف أيه بّي) والتي ترتبط بالمجمعات الوصلية، ولكنها تفتقر إلى أجسام خلوية باستثناء الأجسام العصبية النادرة. ما تزال وظيفة هذه الطبقة غير معروفة لدى البشر، ولكن وُضعت فرضيات تفيد أن الترابطات النجمية والبطانية العصبية للطبقتين الأولى والثانية تعملان على تنظيم الوظائف العصبية، والحفاظ على الاستتباب الاستقلابي، والتحكم في تكاثر الخلايا الجذعية العصبية وتمايزها خلال التطور. يُحتمل أن هذه السمات التي تتمتع بها الطبقة تشكل بقايا من تطور الحياة الباكر أو سبيلًا للهجرة الخلوية نظرًا للتشابه مع طبقة متناددة في الحيز تحت البطيني البقري والذي أبدى وجود خلايا هاجرة مشتركة فقط بين الثدييات عالية الرتبة.

### الطبقة الثالثة
تشكل الطبقة الثالثة شريطًا من أجسام الخلايا النجمية التي يُعتقد أنها تحافظ على مجموعة فرعية من الخلايا النجمية القادرة على التكاثر في الجسم الحي وتشكيل أغلفة عصبية متعددة الإمكانات تتمتع بقدرة التجدد الذاتي في المختبر. عُثر على عدد من الخلايا الدبقية قليلة التغصنات وخلايا البطانة العصبية في الشريط، ولكنها لا تؤدي وظيفة مجهولة فحسب، بل تعد أيضًا نادرة عند المقارنة مع عدد الخلايا النجمية التي تقع في الطبقة. يمكن تقسيم الخلايا النجمية الموجودة في الطبقة الثالثة إلى ثلاث مجموعات عبر الفحص بالمجهر الإلكتروني دون تحديد وظائفهم الفريدة، يتمثل النوع الأول في خلايا نجمية صغيرة ذات استطالات طويلة أفقية عرضية تتواجد أغلب الأحيان في الطبقة الثانية، أما النوع الثاني يتواجد في الطبقتين الثانية والثالثة بالإضافة إلى شريط الخلايا النجمية، ويظهر النوع الثالث نموذجيًا في البطينين الجانبيين أعلى الحصين، ويتماثل في الحجم مع النوع الثاني ولكنه يتميز عنه بعدد قليل من التغصنات.

### الطبقة الرابعة
تعمل الطبقة الرابعة والأخيرة بمثابة منطقة انتقالية بين الطبقة الثالثة بشريطها من الخلايا النجمية وبرنشيمة الدماغ. يمكن تمييزها من خلال وجود نسبة عالية من الميالين في المنطقة.

### أنواع الخلايا
تظهر أربعة أنواع من الخلايا في الحيز تحت البطيني:
1. الخلايا البطانية المهدبة (النوع إي): تتوضع مقابل تجويف البطين، وتعمل على جريان السائل الدماغي الشوكي.
2. الأرومات العصبية المتكاثرة (النوع أيه): تعبر عن جزيء التصاق الخلايا العصبية متعدد السلالات (PSA-NCAM)، وتي يو جي 1 (TUBB3)، وإتش يو، وتهاجر خطيًا إلى البصلة الشمية.
3. الخلايا بطيئة التكاثر (النوع بي): تعبر عن النستين والحمض البروتيني الدبقي الليفي، وتعمل على تغميد الأرومات العصبية الهاجرة من النوع أيه.
4. الخلايا المتكاثرة النشطة أو السلائف المضخمة للانتقال (النوع سي): تعبر عن النستين، وتشكل مجموعات بينية ضمن السلاسل على امتداد المنطقة.[7]

## وظيفته
يعد الحيز تحت البطيني موقعًا معروفًا لتخلق النسيج العصبي والعصبونات ذاتية التجدد في دماغ الفرد البالغ، ويعمل على هذا النحو بسبب أنواع الخلايا المتفاعلة والجزيئات خارج الخلوية وتنظيم التخلق المتوالي المحلي الذي يعزز هذا التكاثر الخلوي. حاله حال المنطقة جزئية التحبب في التلفيف المسنن، يعمل الحيز تحت البطيني مصدرًا للخلايا الجذعية العصبية (إن إس سي) في عملية تكون الخلايا العصبية لدى البالغ. تحوي المنطقة العدد الأكبر من الخلايا المتكاثرة في الدماغ البالغ لدى القوارض والقرود والبشر. في عام 2010، تبين أن الحفاظ على التوازن بين الخلايا الجذعية العصبية وسلائف الخلايا العصبية (إن بّي سي) يعود إلى التفاعل بين سبيل إشارات مستقبل عامل النمو البشروي وسبيل إشارات الشق.
لم تُدرس وظيفة الحيز تحت البطيني بعمق في الدماغ البشري، ولكنها دُرست جيدًا في دماغ القوارض وفُحصت وحُددت إمكاناتها إلى حد ما. تبين بفضل هذه الأبحاث أن الخلية النجمية مزدوجة الوظيفة هي الخلية المسيطرة في الحيز تحت البطيني لدى القوارض، لا تعمل هذه الخلية النجمية بمثابة خلية جذعية عصبية فحسب، بل تشكل أيضًا خلية داعمة تعزز تكون الخلايا العصبية عبر التفاعل مع الخلايا الأخرى. تحرض الخلايا الدبقية الصغيرة والخلايا البطانية هذه الوظيفة عبر التعاون فيما بينها والتفاعل مع الخلايا الجذعية العصبية لتعزيز تخلق الخلايا العصبية في المختبر، بالإضافة إلى التفاعل مع مكونات اللحمة خارج الخلوية مثل التيناسين سي (يساعد في وضع حدود للتفاعل) وعامل لويس العاشر (يربط عوامل النمو والإشارة بالسلائف العصبية). يختلف الحيز تحت البطيني لدى البشر عن ذلك الموجود لدى القوارض من ناحيتين مميزتين، أولاهما أن الخلايا النجمية لدى البشر ليست ملاصقة للطبقة البطانية العصبية، بل تكون مفصولة عنها بطبقة خالية من الأجسام الخلوية، وثانيهما أن الحيز تحت البطيني لدى البشر يفتقر إلى سلاسل الأرومات الهاجرة التي تُشاهد في الحيز تحت البطيني لدى القوارض، ما يجعل عدد الخلايا العصبية لدى البشر أقل مقارنة بنظيره لدى القوارض. يعد الحيز تحت البطيني لدى القوارض للأسباب السابقة مصدرًا قيمًا للمعلومات المتعلقة بالحيز تحت البطيني والعلاقة بين بنيته ووظيفته، ولكن يبقى النموذج البشري مختلفًا اختلافًا ملحوظًا.
تتمتع تعديلات تخلق الحمض النووي بدور رئيسي في تنظيم التعبير الجيني خلال تمايز الخلايا الجذعية العصبية. يعتبر تحول السيتوزين إلى 5 ميثيل سيتوزين (5 إم سي) في الدنا بواسطة الدنا ميثيل ترانسفيراز (دي إن إم تي 3 أيه) نوعًا مهمًا من التعديل التخلقي الذي يحدث في الحيز تحت البطيني.
بالإضافة إلى ذلك، تقترح بعض النظريات الحالية أن الحيز تحت البطيني قد يعمل أيضًا موقعًا لتكاثر الخلايا الجذعية لورم الدماغ (بي تي إس سي)، والتي تشبه الخلايا الجذعية العصبية في بنيتها وقدرتها على التمايز إلى عصبونات وخلايا نجمية وخلايا دبقية قليلة التغصنات. أكدت الدراسات أن مجموعة صغيرة من الخلايا الجذعية لورم الدماغ ليست قادرة على تشكيل الأورام فحسب، بل تستطيع أيضًا الحفاظ على وجودها عبر التجدد الذاتي الفطري وقدراتها متعددة الإمكانات. لا يسمح هذا الأمر بالإشارة إلى الخلايا الجذعية لورم الدماغ على أنها ناشئة من الخلايا الجذعية العصبية، ولكنه يثير سؤالًا مهمًا حول وجود علاقة بين خلايانا الخاصة وتلك التي تسبب ضررًا هائلًا.